# Жобур
Жобу́р (фр. Jobourg) — колишній муніципалітет у Франції, у регіоні Нормандія, департамент Манш. Населення — 495 осіб (2011).
Муніципалітет був розташований на відстані близько 330 км на захід від Парижа, 125 км на північний захід від Кана, 90 км на північний захід від Сен-Ло.

## Історія
До 2015 року муніципалітет перебував у складі регіону Нижня Нормандія. Від 1 січня 2016 року належав до нового об'єднаного регіону Нормандія.
1 січня 2017 року Жобур, Аквіль, Одервіль, Бомон-Аг, Бівіль, Бранвіль-Аг, Дігюльвіль, Екюльвіль, Флоттманвіль-Аг, Гревіль-Аг, Еркевіль, Омонвіль-ла-Петіт, Омонвіль-ла-Рог, Сент-Круа-Аг, Сен-Жермен-де-Во, Тонневіль, Юрвіль-Накевіль, Ватвіль i Вовіль було об'єднано в новий муніципалітет Ла-Аг.

## Демографія
Динаміка населення (INSEE ):
Розподіл населення за віком та статтю (2006):
| Стать | Всього | До 15 років | 15-24 | 25-44 | 45-64 | 65-85 | Понад 85 |
| --- | ------ | ----------- | ----- | ----- | ----- | ----- | -------- |
| Чоловіки | 231    | 39          | 42    | 58    | 68    | 20    | 4        |
| Жінки | 208    | 43          | 20    | 62    | 55    | 20    | 8        |
| \| Статево-вікова піраміда \| Статево-вікова піраміда \| Статево-вікова піраміда \| \| ----------------------- \| ----------------------- \| ----------------------- \| \| Чоловіки \| Вік \| Жінки \| \| 4 \| 85 + \| 8 \| \| 4 \| 80-84 \| 0 \| \| 0 \| 75-79 \| 4 \| \| 12 \| 70-74 \| 4 \| \| 4 \| 65-69 \| 12 \| \| 12 \| 60-64 \| 4 \| \| 19 \| 55-59 \| 23 \| \| 16 \| 50-54 \| 16 \| \| 21 \| 45-49 \| 12 \| \| 19 \| 40-44 \| 23 \| \| 9 \| 35-39 \| 8 \| \| 8 \| 30-34 \| 12 \| \| 22 \| 25-29 \| 19 \| \| 19 \| 20-24 \| 12 \| \| 23 \| 15-20 \| 8 \| \| 12 \| 10-14 \| 16 \| \| 8 \| 5-9 \| 19 \| \| 19 \| 0-4 \| 8 \| |        |             |       |       |       |       |          |
| Статево-вікова піраміда |        |             |       |       |       |       |          |
| Чоловіки | Вік    | Жінки       |       |       |       |       |          |
| 4 | 85 +   | 8           |       |       |       |       |          |
| 4 | 80-84  | 0           |       |       |       |       |          |
| 0 | 75-79  | 4           |       |       |       |       |          |
| 12 | 70-74  | 4           |       |       |       |       |          |
| 4 | 65-69  | 12          |       |       |       |       |          |
| 12 | 60-64  | 4           |       |       |       |       |          |
| 19 | 55-59  | 23          |       |       |       |       |          |
| 16 | 50-54  | 16          |       |       |       |       |          |
| 21 | 45-49  | 12          |       |       |       |       |          |
| 19 | 40-44  | 23          |       |       |       |       |          |
| 9 | 35-39  | 8           |       |       |       |       |          |
| 8 | 30-34  | 12          |       |       |       |       |          |
| 22 | 25-29  | 19          |       |       |       |       |          |
| 19 | 20-24  | 12          |       |       |       |       |          |
| 23 | 15-20  | 8           |       |       |       |       |          |
| 12 | 10-14  | 16          |       |       |       |       |          |
| 8 | 5-9    | 19          |       |       |       |       |          |
| 19 | 0-4    | 8           |       |       |       |       |          |

## Економіка
2010 року серед 332 осіб працездатного віку (15—64 років) 253 були активними, 79 — неактивними (показник активності 76,2%, у 1999 році було 69,0%). З 253 активних мешканців працювали 234 особи (142 чоловіки та 92 жінки), безробітними було 19 (9 чоловіків та 10 жінок). Серед 79 неактивних 21 особа була учнем чи студентом, 31 — пенсіонерами, 27 були неактивними з інших причин.

У 2010 році в муніципалітеті числилось 180 оподаткованих домогосподарств, у яких проживали 475,5 особи, медіана доходів виносила 16 852 євро на одного особоспоживача